# Mit Gas
Mit Gas är den amerikanska musikgruppen Tomahawks andra studioalbum. Albumet släpptes av skivbolaget Ipecac Recordings 2003.

## Låtlista
1. "Birdsong" – 5:10
2. "Rape This Day" – 3:12
3. "You Can't Win" – 4:49
4. "Mayday" – 3:32
5. "Rotgut" – 2:51
6. "Capt Midnight" – 3:10
7. "Desastre Natural" – 2:58
8. "When the Stars Begin to Fall" – 2:54
9. "Harelip" – 3:30
10. "Harlem Clowns" – 3:40
11. "Aktion 13F14" – 4:57 (innehåller dolt spår)

## Medverkande
Tomahawk-medlemmar
- Mike Patton – sång
- Duane Denison – gitarrer
- Kevin Rutmanis – basgitarr
- John Stanier – trummor

Produktion
- Tomahawk – producent
- Joe Barresi – producent, ljudtekniker
- John Golden – mastering
- Martin Kvamme, Mike Patton – omslagsdesign